# Marie-Lou Dion
Marie-Lou Dion est une actrice québécoise née le 11 décembre 1948. Principalement reconnue pour son rôle d'actrice dans la série Le temps d'une paix, elle est également metteure en scène, narratrice et directrice d'acteur.

## Filmographie
- 1971 : Nic et Pic (série télévisée)
- 1972 : Les Chiboukis (série télévisée) : Pragma
- 1975 : Y'a pas de problème (série télévisée) : Isabelle Brunelle
- 1980-1986 : Le Temps d'une paix (série télévisée) : Antoinette St-Cyr
- 1987 : Un homme au foyer (série télévisée) : Françoise Rousseau
- 1993 : Embrasse-moi, c'est pour la vie (TV) : Diane
- 1993-1996  la princesse Astronaute (TV): Fée Minis